# 克里多拉山

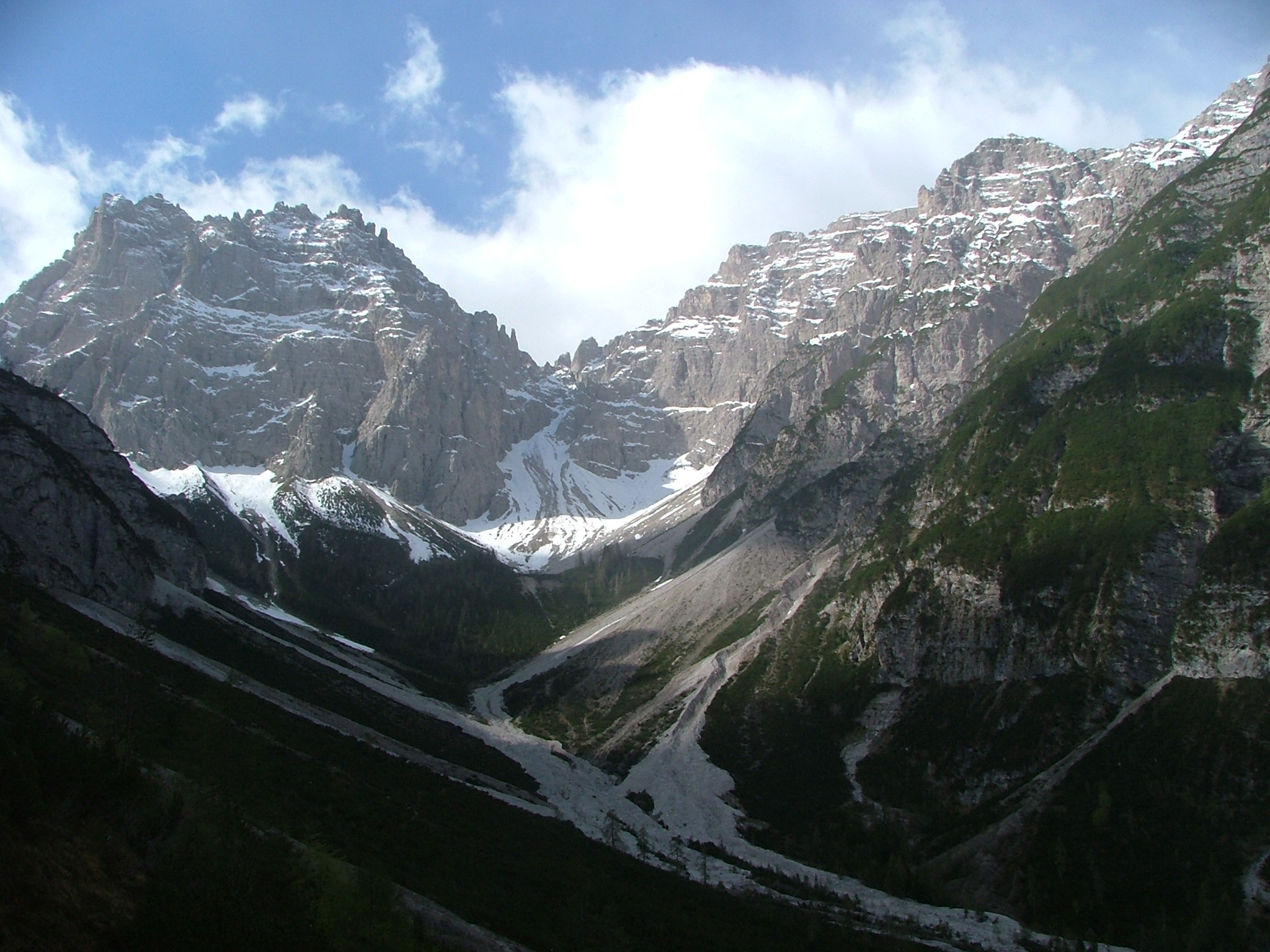

46°26′00″N 12°29′00″E / 46.43333°N 12.48333°E
克里多拉山（義大利語：Monte Cridola），是意大利的山峰，位於該國東北部，由威尼托大區負責管轄，屬於卡尔尼凯前山的一部分，海拔高度2,581米，每年平均降雨量2,030毫米。